# Ubytovna Areál Hloubětín
Ubytovna Areál Hloubětín, bývalá Ubytovna pro pracovníky ČKD, později hotel Retour, je komplex sedmi obytných domů mezi ulicemi Slévačská, Nástrojářská a Poděbradská v Hloubětíně v městské části Praha 14. Byla postavena v letech 1971–1980 podle projektu Radima Dejmala a Jiřího Ontla. Na výtvarné podobě se podíleli M. Hejk (vstupní část), M. Drábková a L. Těhník. Stavba ubytovny navázala na výstavbu Sídliště Hloubětín (1961–1965). Ve stejné době (v letech 1972–1975) se severně od Kyjského rybníka budovalo sídliště Lehovec (tehdy označované jako Kyje-Lehovec).

## Architektura a využití

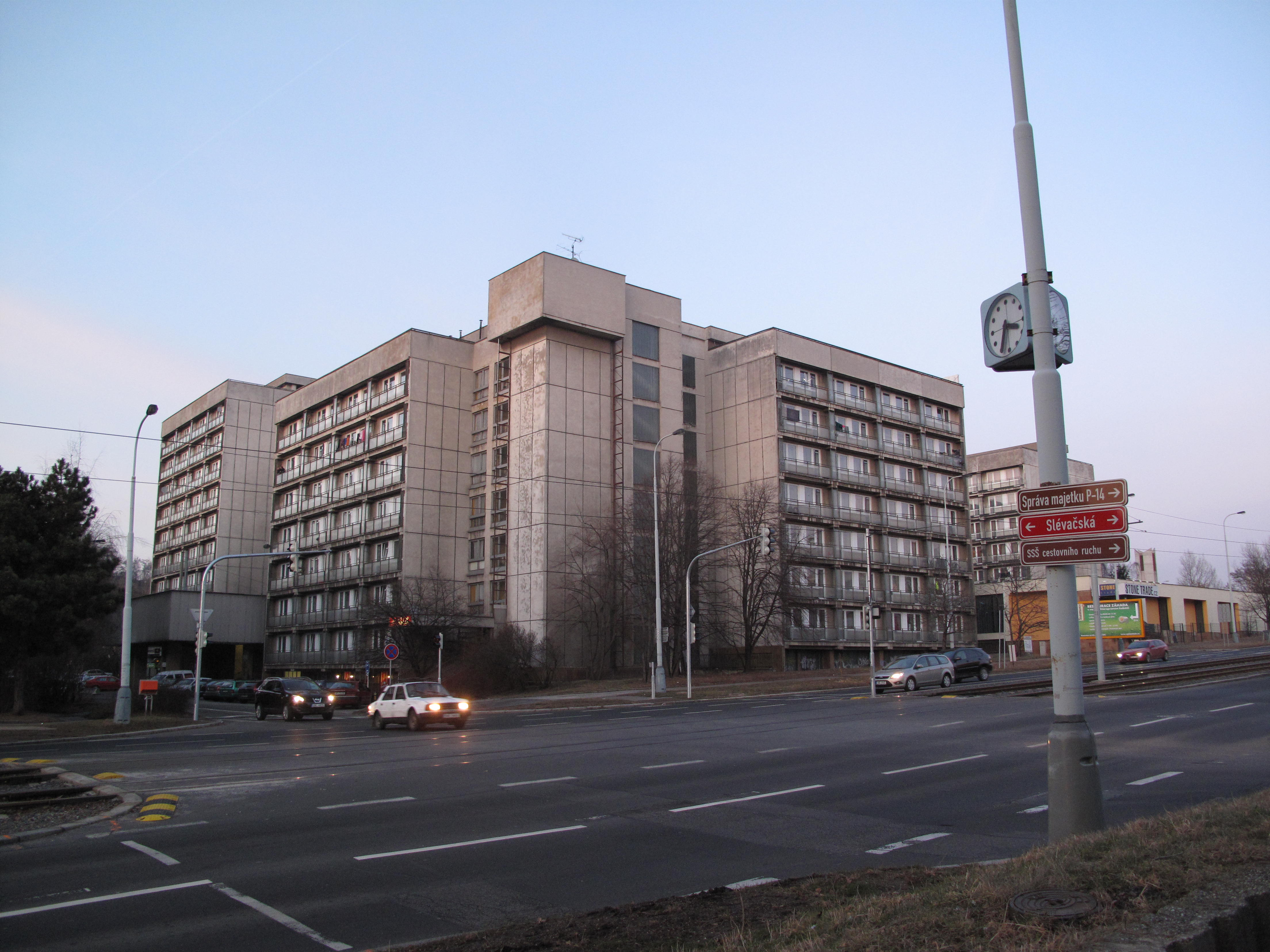
Bývalá Ubytovna ČKD (stav před zateplením)

Areál tvoří sedm obytných domů, které mají konstrukci montovaného skeletu a plochou střechu. Jsou spojeny chodbami a obklopují polouzavřené vnitřní nádvoří. Součástí původního projektu byla prodejna potravin, zdravotní středisko a sauna. Přestože mají budovy stejný půdorys, mají rozdílnou výšku. Byty jsou vybaveny lodžiemi. Původně se na průčelí uplatňoval kontrast hrubého šedivého betonu a lesklého černého kovu, po renovaci a zateplení provedených v druhém desetiletí 21. století jsou průčelí vyvedena v několika odstínech šedé a doplňují je červené vertikály. Estetickým oživením komplexu jsou masívní strojovny nad výtahovými šachtami na nárožích spojovacích chodeb.
V současnosti ubytovna nabízí v 880 jedno- a dvoulůžkových pokojích 1700 lůžek pro krátkodobé a dlouhodobé ubytování. V komplexu je také restaurace a bar U Matěje.